# 斯托林斯基斯莫利亞里
51°23′11″N 23°46′44″E / 51.38639°N 23.77889°E
斯托林斯基-斯莫利亞里（羅馬化：Stolynski Smoliari）是烏克蘭的村落，位於該國西部沃倫州，由科韋利區里夫内乡级市镇負責管轄，面積1.41平方公里，海拔高度169米，2001年人口661，人口密度每平方公里468.79人。
2024年9月19日，乌克兰最高拉达将此村的名字从斯托林斯基-斯莫利亚雷（烏克蘭語：Столинські Смоляри）改为斯托林斯基-斯莫利亞里。